# Axel Lindahl (photographe)
Pour les articles homonymes, voir Lindahl.
Ne doit pas être confondu avec Axel Lindahl.
Axel Lindahl, né à Mariestad dans le sud-ouest de la Suède le 27 juillet 1841 et mort à Södertälje stadsförsamling le 11 décembre 1906, est un photographe suédois qui a vécu en Norvège de 1883 à 1889 ; il est particulièrement connu pour ses photographies de paysages.

## Biographie
Axel theodor Lindahl ouvre en 1865 son propre studio photographique à Uddevalla avec son frère Udo. Vers 1867, il déménage son entreprise à Göteborg. Il développe un intérêt particulier pour la photographie de paysage, d'abord sur la côte ouest de la Suède, puis en Norvège. Il expose des photographies en 1866 à l'Exposition d'art et d'industrie de Stockholm. En 1883, il vend ses parts dans son studio photo suédois et se consacre au seul sujet de la campagne norvégienne. Il travaille en collaboration avec la maison d'édition de Richard Andvord (en).
Il s'enracine de plus en plus en Norvège à partir des années 1860. Certaines de ses photos sont dédiées à Marcus Selmer et Knud Knudsen.
Ses images étaient caractérisées par une haute qualité. Une grande partie des négatifs norvégiens d'Axel Lindahl a ensuite intégré la collection du photographe Anders Beer Wilse. Les archives photographiques de Wilse sont désormais la propriété du musée folklorique norvégien d'Oslo.

## Livres de photographies
- Minne från utställningen, album de photographies, Stockholm, 1897.

## Collections
- Musée folklorique norvégien, Oslo[1].
- Bibliothèque nationale de France, Paris ; deux albums ont été donnés par Roland Bonaparte[2].

## Galerie

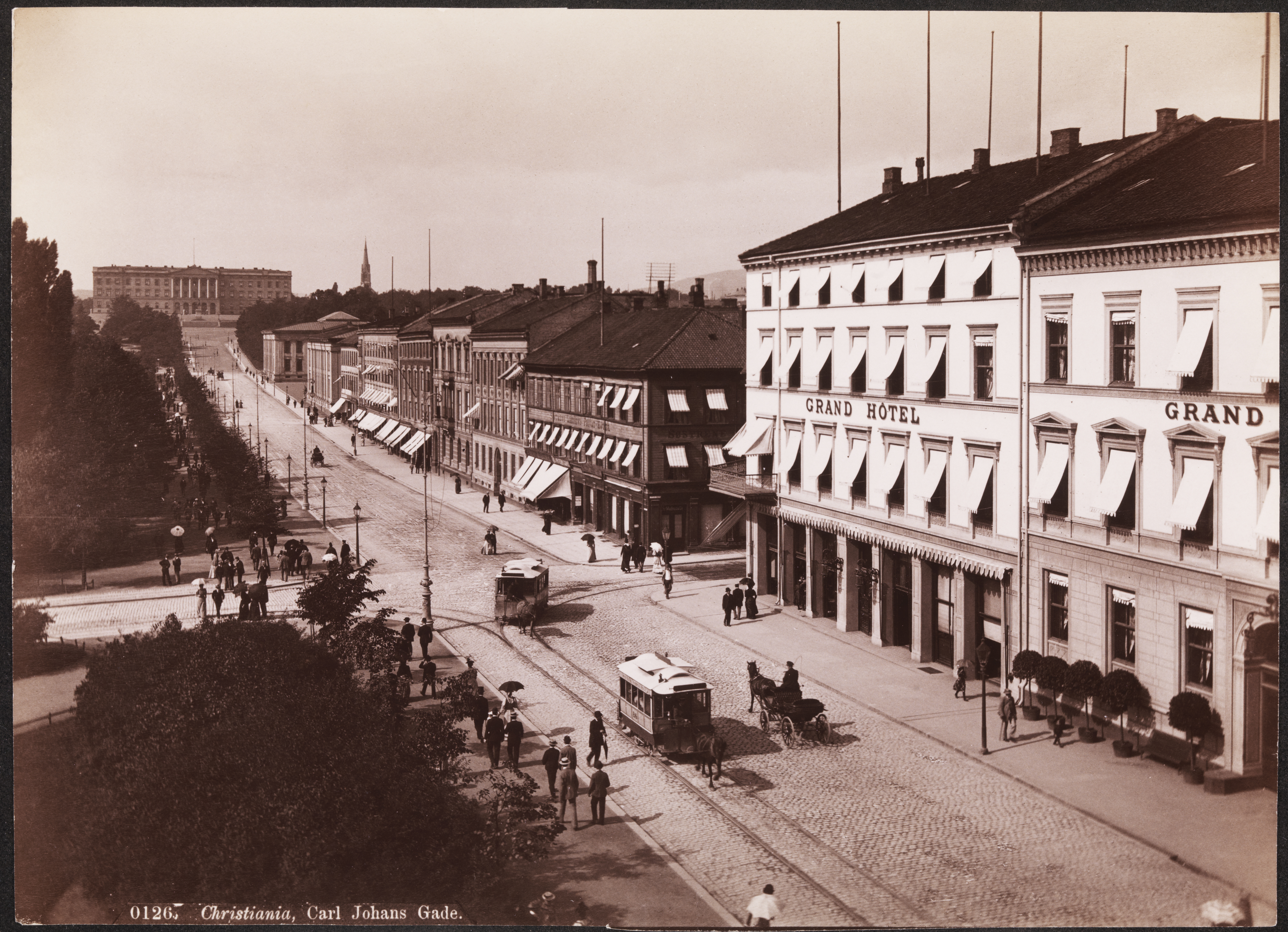
La rue Carl Johans à Oslo, 1880-1890.
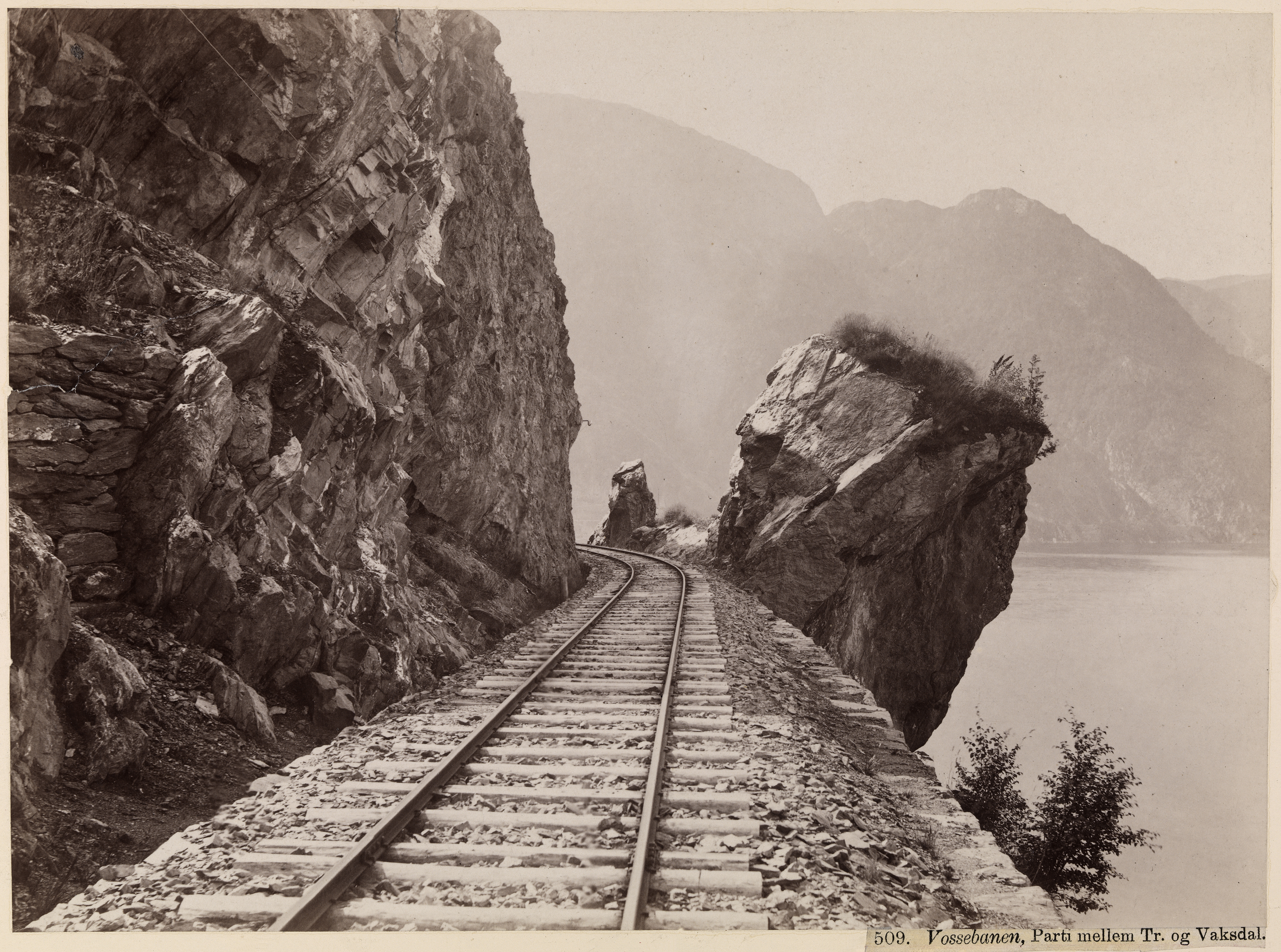
La Vossebanen, ligne de chemin de fer en Norvège, 1880-1890.
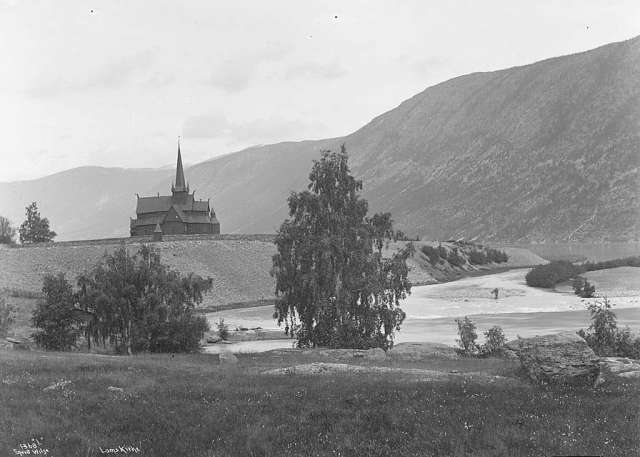
L'église de Lom en Norvège, 1880-1890.
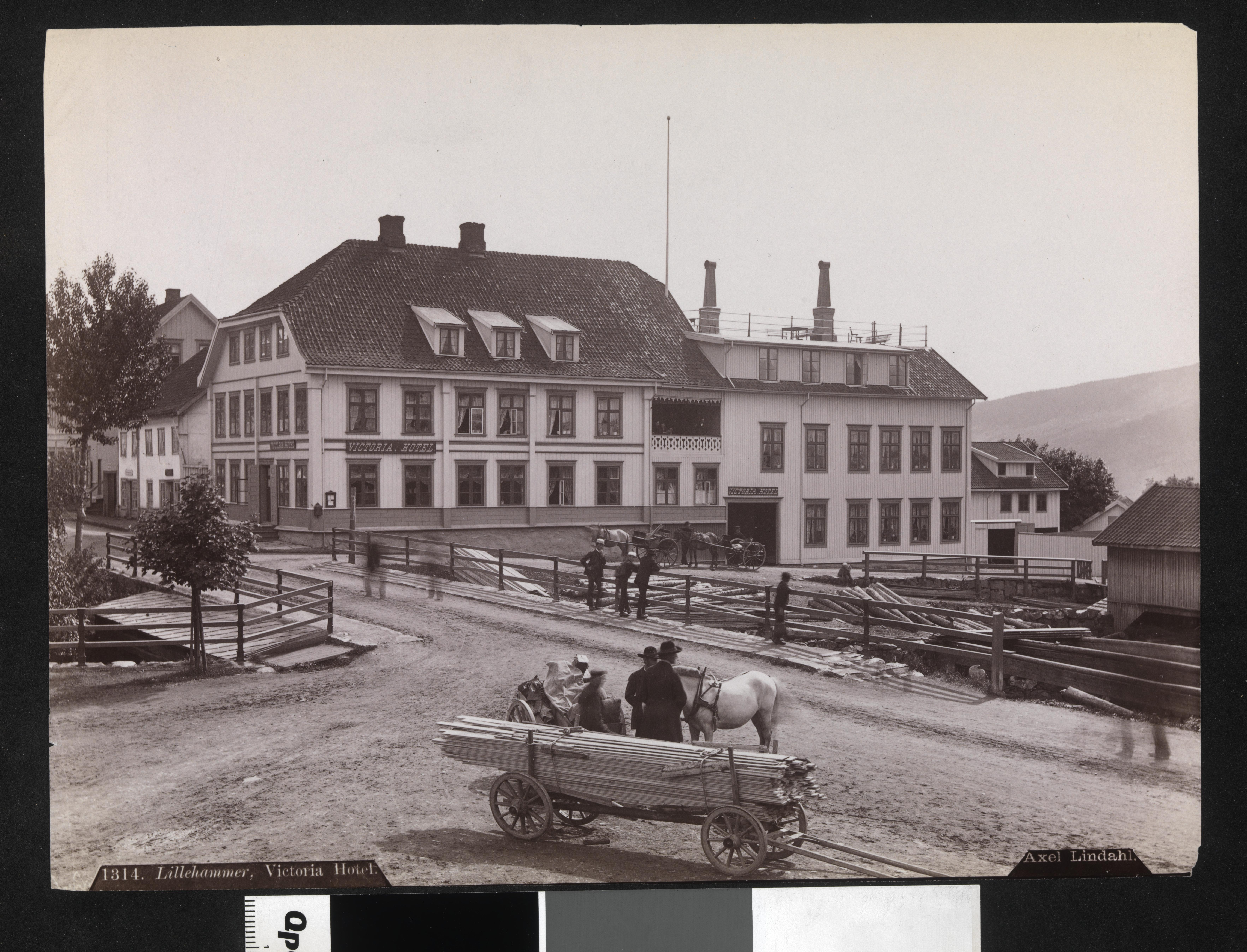
L'Hôtel Victoria à Lillehammer, 1880-1890.
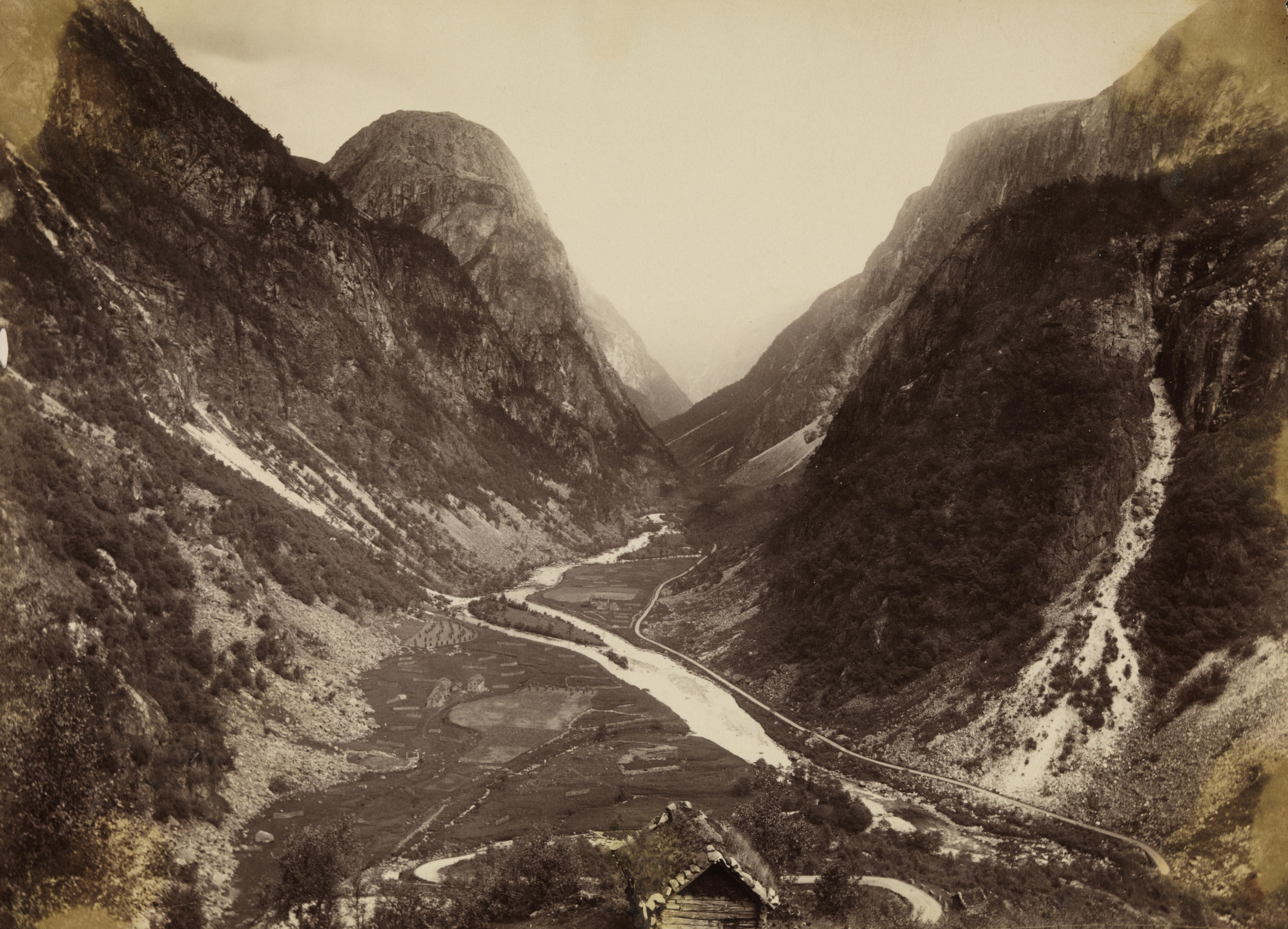
Paysage de la vallée de Nærøydalen en Norvège; 1880-1890.
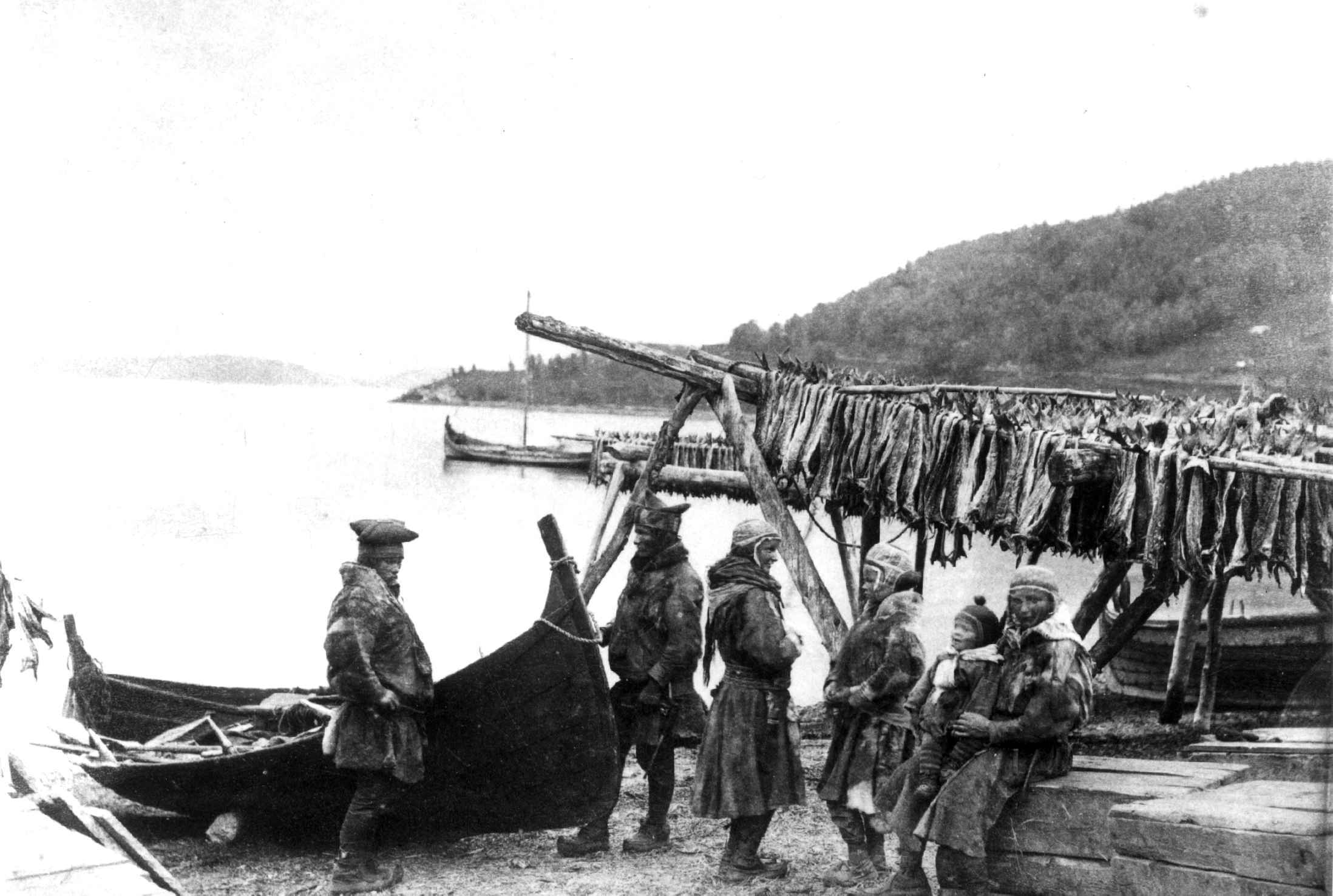
Samis à Lyngseidet en Norvège, au bord du fjord, 1884-1890.
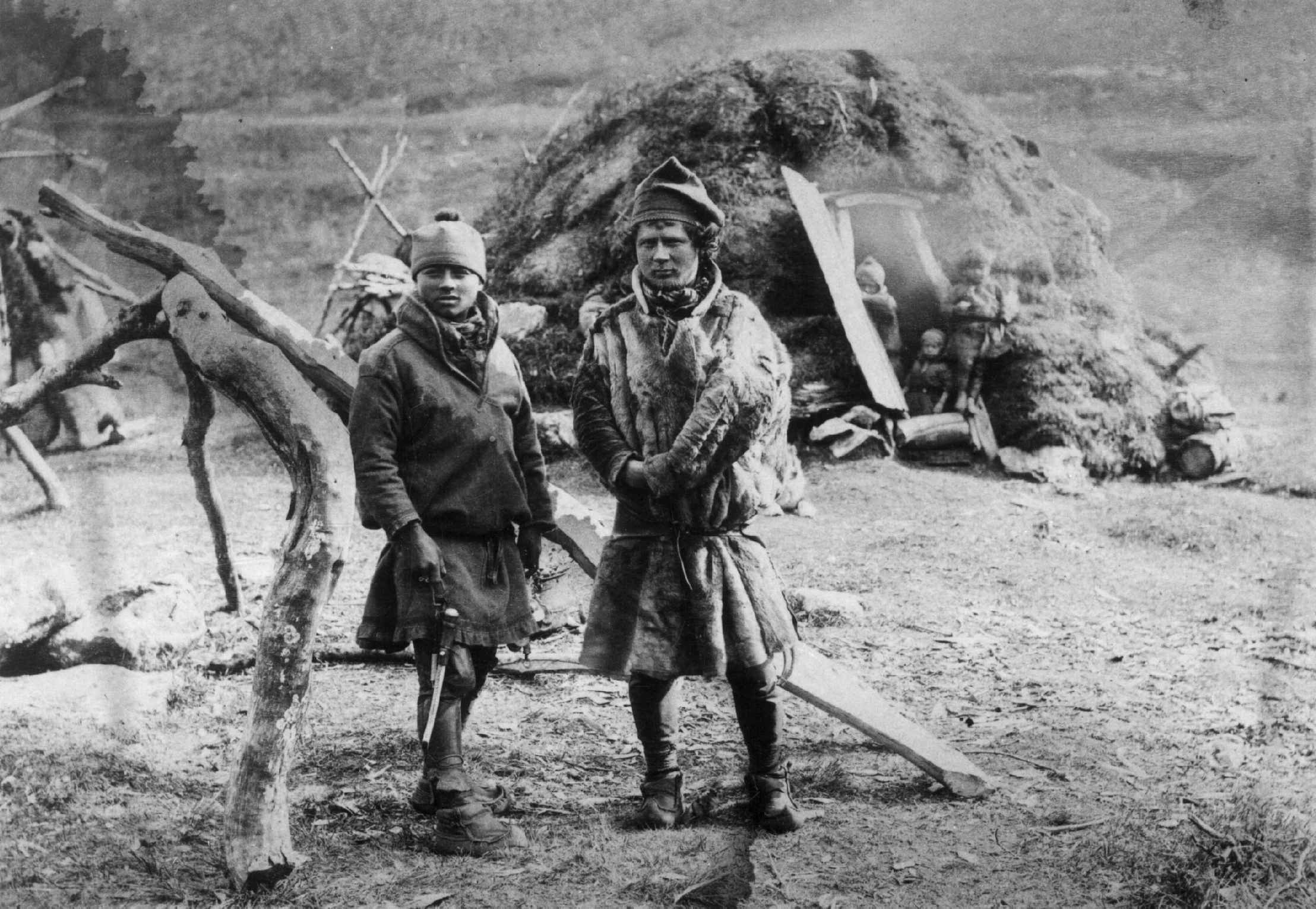
Samis à Lyngseidet en Norvège, 1884-1890.
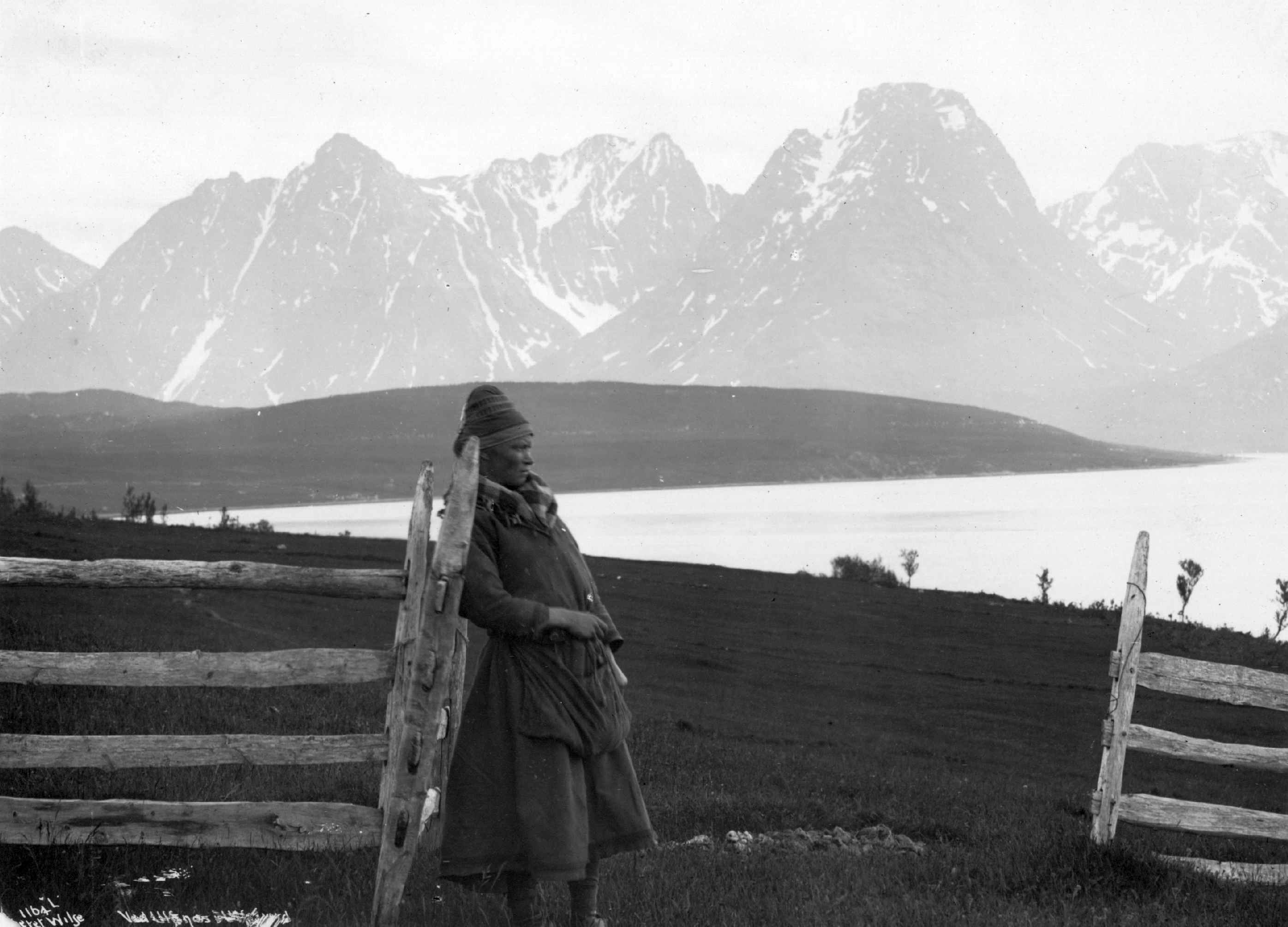
Vue d'Ullsnes avec une jeune sami suédoise près d'une clôture, 1889.
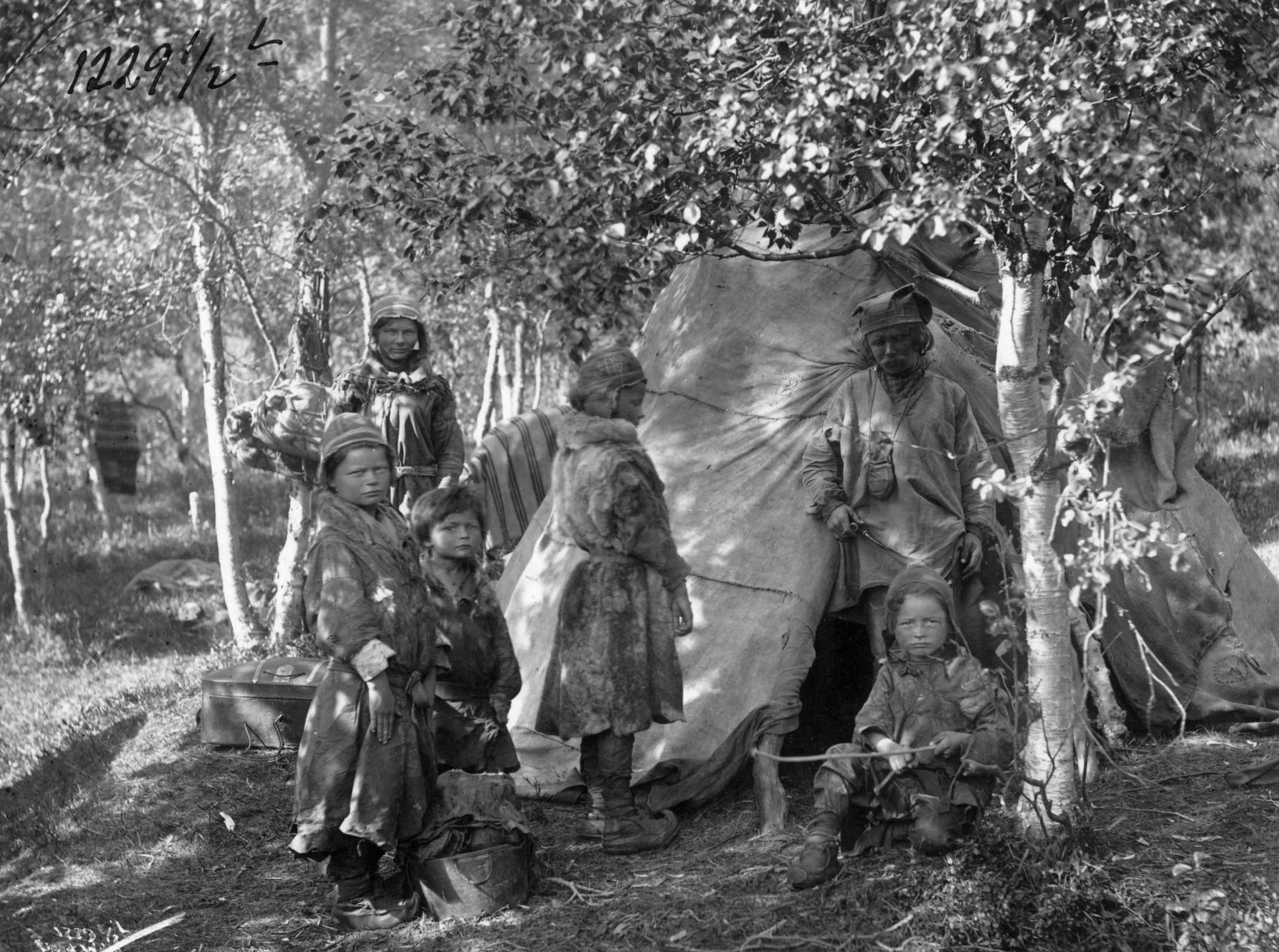
Famille sami suédoise, 1885-1892.
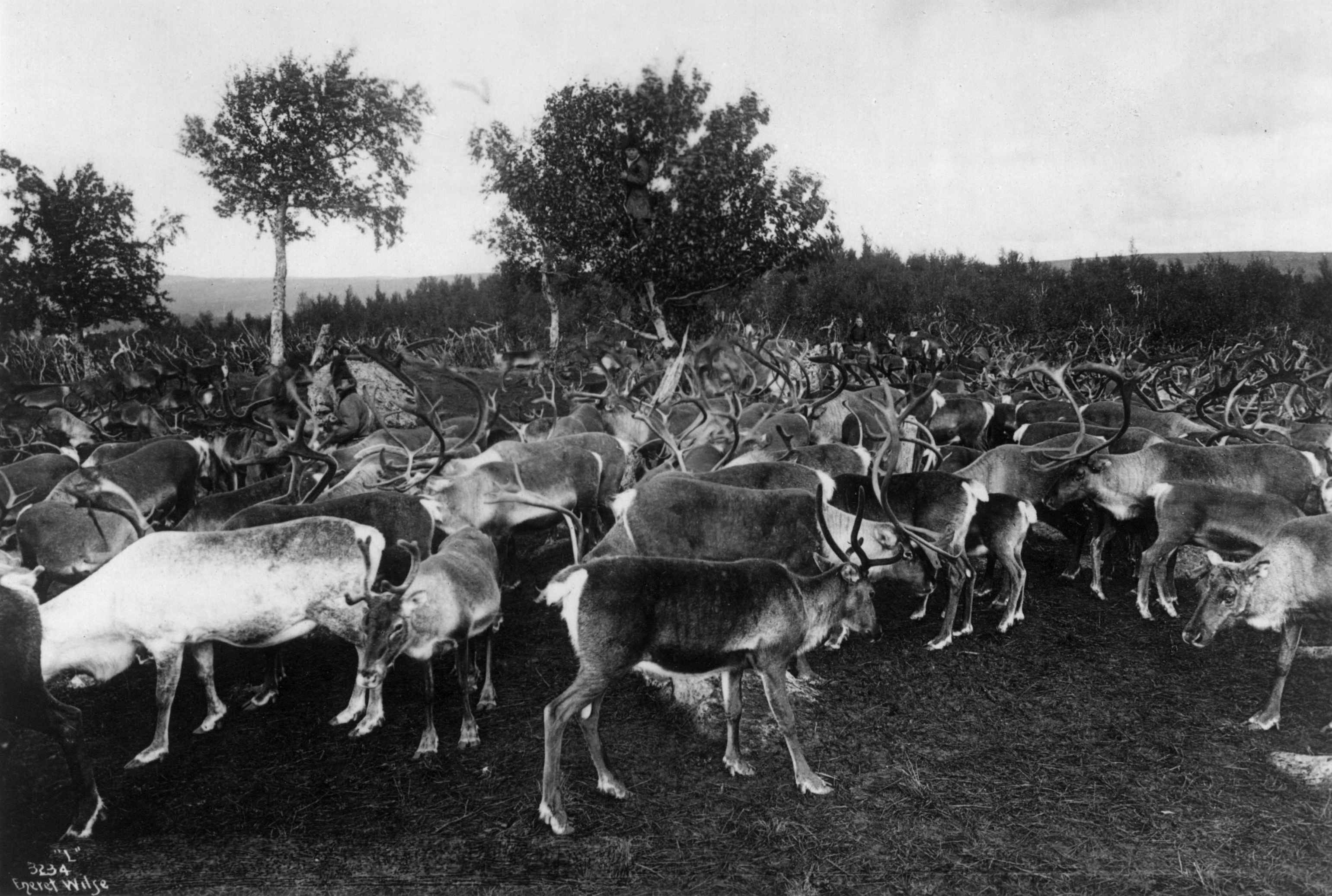
Troupeau de rennes en forêt, 1885-1892.
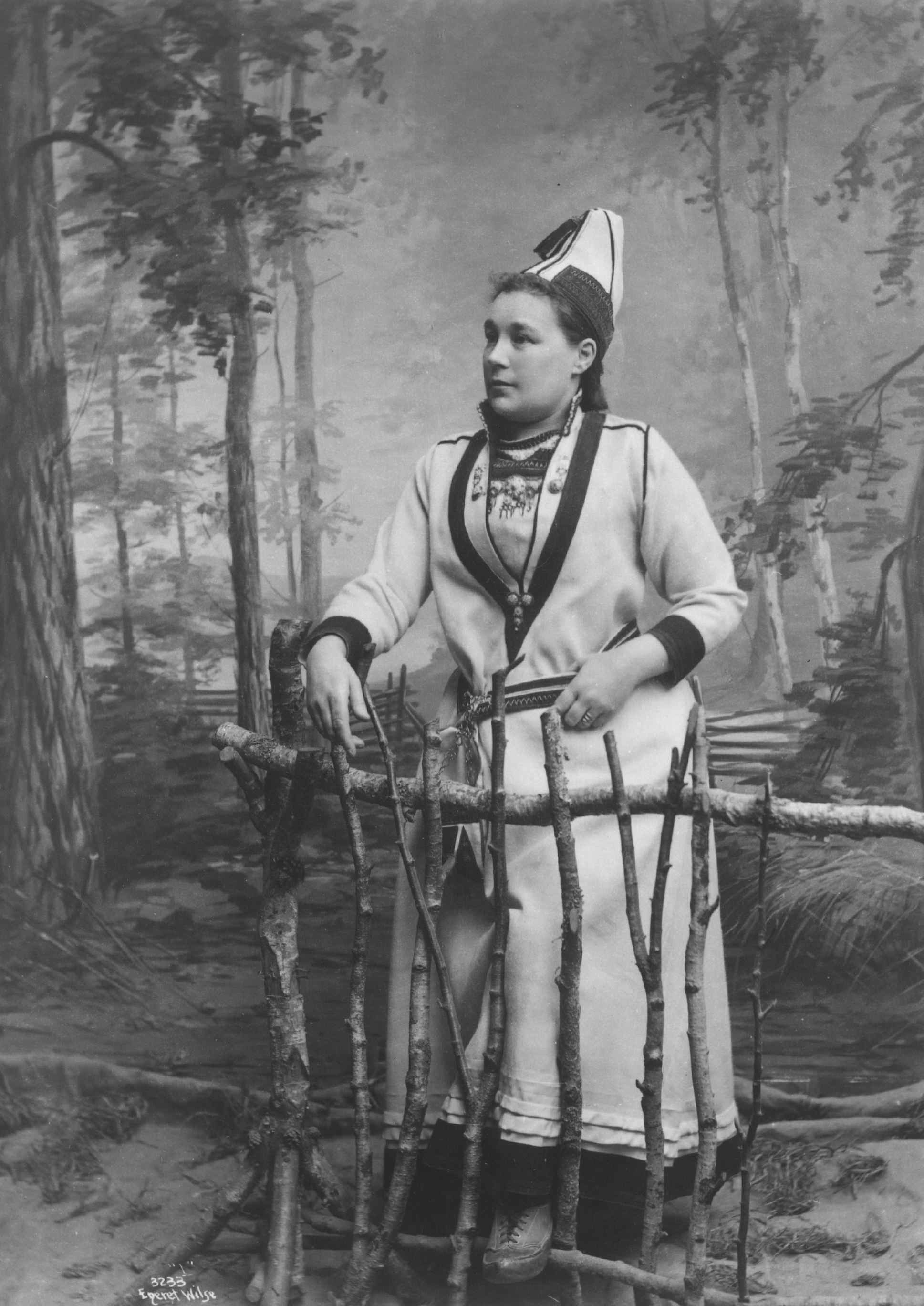
Femme en costume d'inspiration sami, photographie de studio devant une toile peinte, 1885-1892.
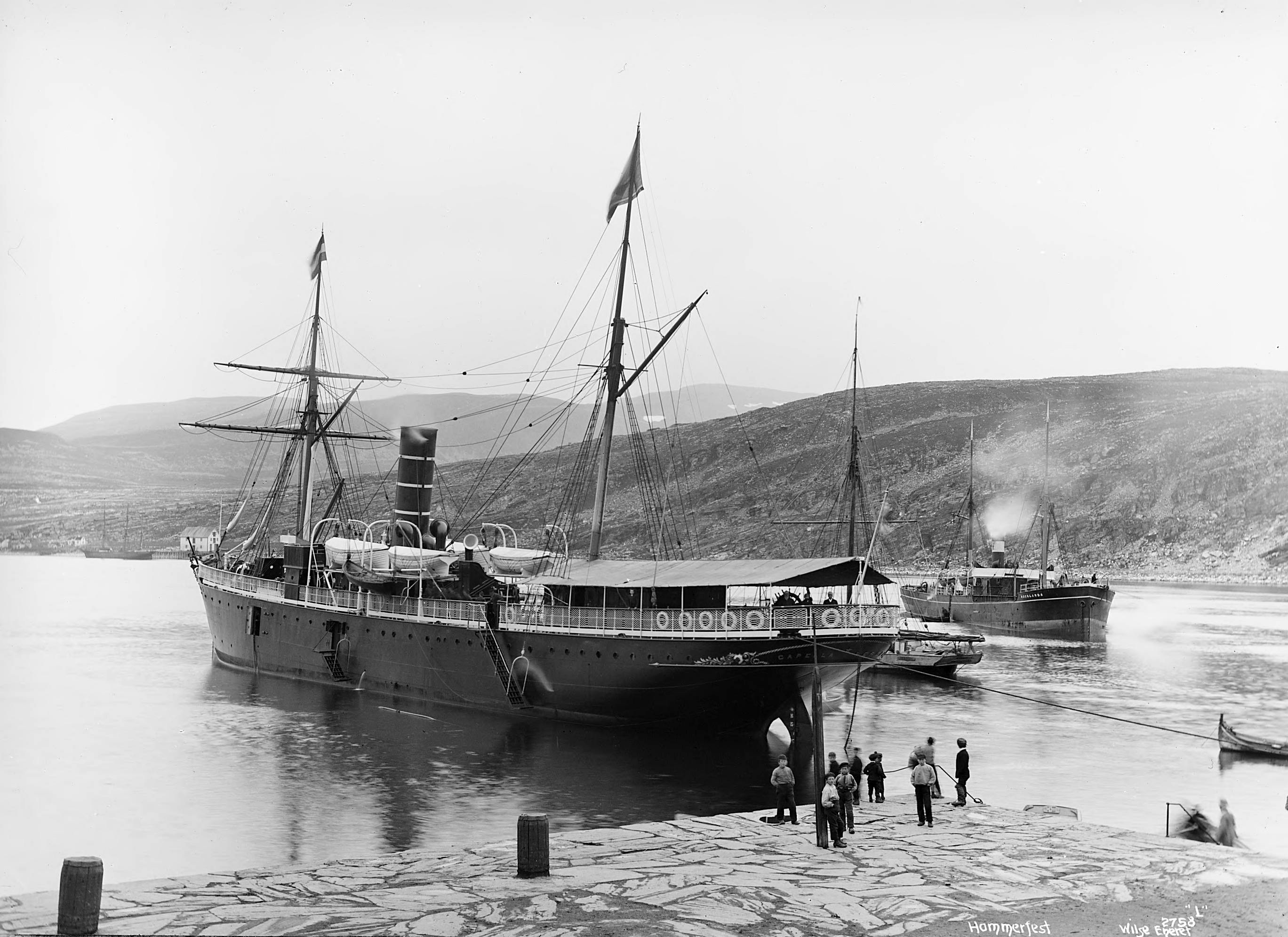
Le ferry DS Capella à Hammerfest en Norvège vers 1898-1900.